# Conrad Wiedemann
Conrad Wiedemann (* 10. April 1937 in Karlsbad) ist ein deutscher Literaturhistoriker und Hochschullehrer.

## Leben
Wiedemann studierte Germanistik, Geschichte und Kunstgeschichte in Erlangen und Frankfurt am Main. Er war ordentlicher Professor für Neuere deutsche Literaturgeschichte an der Universität Frankfurt am Main (1972–1976), Universität Gießen (1976–1989) und an der Technischen Universität in Berlin (1989–2004). Gastprofessuren hatte Wiedemann in Göttingen, Wien und Jerusalem inne.
1987/88 war er Fellow des Wissenschaftskollegs zu Berlin. Seit 1993 ist er Mitglied der Berlin-Brandenburgischen Akademie der Wissenschaften (BBAW) und Vorsitzender der dortigen Kommission Germanistische Editionen.
Von 1978 bis 2010 war er Hauptherausgeber der komparatistischen Fachzeitschrift Germanisch-Romanische Monatsschrift. Wiedemann ist Herausgeber der historisch-kritischen Karl-Philipp-Moritz-Gesamtausgabe der BBAW. Er initiierte und betreut die Projekte „Berliner Klassik“ sowie „Bibliographische Annalen – Literatur in der DDR 1945–1990“ der BBAW. Ebenso ist er Mitherausgeber der Gesammelten Werke Gotthold Ephraim Lessings beim Deutschen Klassiker Verlag.
Seine Hauptarbeitsgebiete betreffen die Deutsche Literatur von 1500–1800, die Kulturmorphologie im europäischen Vergleich, Epochenstrukturen und Rhetorik. Wiedemann ist ein ausgewiesener Experte für die europäische Literatur des Barock; in den 1980er und 1990er Jahren hat er im Rahmen eines trilateralen DFG-Projekts am Forschungsschwerpunkt „Kosmopolitismus und Nationalismus in den deutschen Literaturen 1750 bis 1850“ mitgearbeitet. Neben seinen Projekten an der BBAW ist Wiedemann Mitglied im Vorstand der Sing-Akademie zu Berlin, zu deren Geschichte er auch forscht.